# Palazzo Bencini
Il Palazzo Bencini è un edificio storico di Napoli, situato sul Lungomare di Napoli.
Il palazzo, in stile neorinascimentale, venne costruito dall'impresa Bencini negli ultimi anni del XIX secolo, a seguito della realizzazione della colmata della litoranea di Chiaia. Consiste in due diverse unità condominiali assemblate in un unico fabbricato, come fa intuire il diverso aspetto delle due facciate (quella sul viale Gramsci e quella su via Caracciolo). I due ingressi sono allineati e così pure i tre atri e i due cortili, mentre al di sopra dell’atrio di passaggio dall’uno all’altro cortile vi è un ampio terrazzo. Il prospetto su via Caracciolo ha un basamento in bugnato con una serie di finestre a edicola; mentre i primi due piani sono caratterizzati da balconate a loggia inquadrate da paraste. Viceversa quello sul viale Gramsci ha sempre il basamento in bugnato; mentre il piano nobile è riconoscibile grazie alla balconata continua retta da massicci mensoloni e alle aperture dei balconi impostate ad arco e ad architrave a piani alterni.
Allo stato attuale il doppio edificio è ottimamente conservato.

## Altre immagini

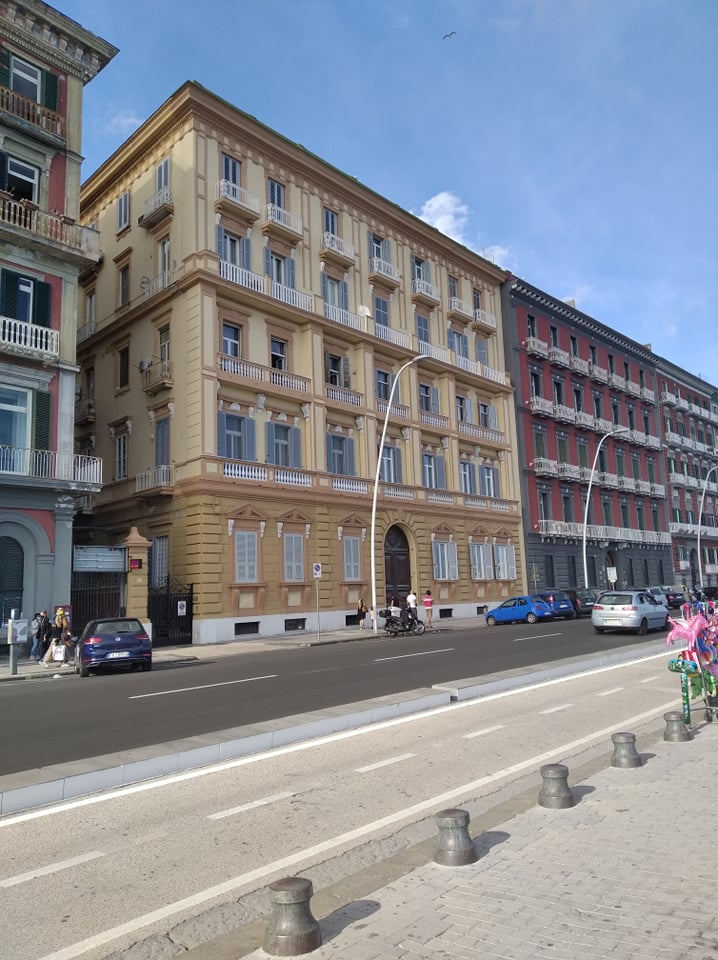
Prospetto su via Caracciolo